# Carl Westphal
Pour les articles homonymes, voir Westphal.
Carl Friedrich Otto Westphal, né le 23 mars 1833 à Berlin, décédé le 27 janvier 1890 à Kreuzlingen près de Constance est un neurologue, neuroanatomiste et psychiatre prussien.

## Biographie
Il était le fils d'Otto Carl Friedrich Westphal (1800-1879) et de  Karoline Friederike Heine. Il épousa Klara Mendelssohn, fille du banquier Alexander Mendelssohn.
Ayant obtenu son doctorat, il travaille à l'hôpital de la Charité de Berlin comme assistant au département des maladies mentales sous la direction de Karl Wilhelm Ideler (en) et de Wilhelm Griesinger auquel il succède à la chaire de psychiatrie de Berlin.
Il eut parmi ses élèves Arnold Pick en 1874, Carl Wernicke de 1876 à 1878 à l’hôpital de la Charité de Berlin. Il forma aussi Hermann Oppenheim, Vladimir Bechterew, Eduard Hitzig et Samuel Goldflam.
Sa fille Anna épousa le chirurgien Eduard Sonnenburg, et son fils Alexander fut lui aussi psychiatre et contribua à la description du syndrome de Westphal-Piltz ou réaction pupillaire neurotonique.

## Ses travaux principaux
Les contributions de Westphal à la science médicale sont nombreuses et diverses. La majeure partie de ses publications concerne la neuropathologie de la moelle épinière.
- En 1871, il invente le terme d'agoraphobie, après avoir remarqué que certains de ses patients manifestaient une anxiété extrême et même un sentiment de terreur s'ils devaient se rendre sur certaines places publiques de la ville[1].

- En 1875, en même temps que Wilhelm Erb et indépendamment de lui, et huit ans avant Jendrassik, il décrit  le phénomène de facilitation des réflexes tendineux par la contraction volontaire d’autres muscles que celui concerné[2].

- En 1877, soit trois ans avant Gélineau qui inventerait le terme, il donne la première description de la narcolepsie[3].

- Il signale en même temps qu'Erb l’absence des réflexes rotuliens dans le tabès (signe de Westphal ou d'Erb-Westphal) et démontra le lien entre cette affection et la paralysie générale.

- En 1883, n'ayant pas trouvé les plaques attendues à l’autopsie d’une malade qu’il croyait atteinte d’une sclérose en plaques, il invente une nouvelle maladie, la « pseudo-sclérose »[4]. Strümpell reprendra à son compte en 1898 cette entité clinique que l'on désigna parfois sous le nom de « syndrome de Westphal-Strümpell ». Ce n’est qu'en 1912 que sa cause sera correctement identifiée par Wilson qui donne à l'affection le nom de dégénérescence hépato-lenticulaire.

- En 1885, il publie un cas de paralysie des quatre extrémités caractérisé par sa périodicité et par la perte de l'excitabilité aux stimulations électriques durant les accès[5]. Il laissera son nom à cette affection de caractère familial, qui sera par la suite désignée sous le nom de paralysie périodique hypokaliémique (ou maladie de Westphal).

- En 1887, il livre une étude neuroanatomique détaillée des noyaux oculomoteurs. C'est avec son collègue Ludwig Edinger (1855-1918) qu'il décrit le noyau accessoire du nerf oculomoteur, troisième nerf crânien.

- En 1899 il découvre avec Wassermann et Malkoff le lien entre la chorée de Sydenham et une infection bactérienne.

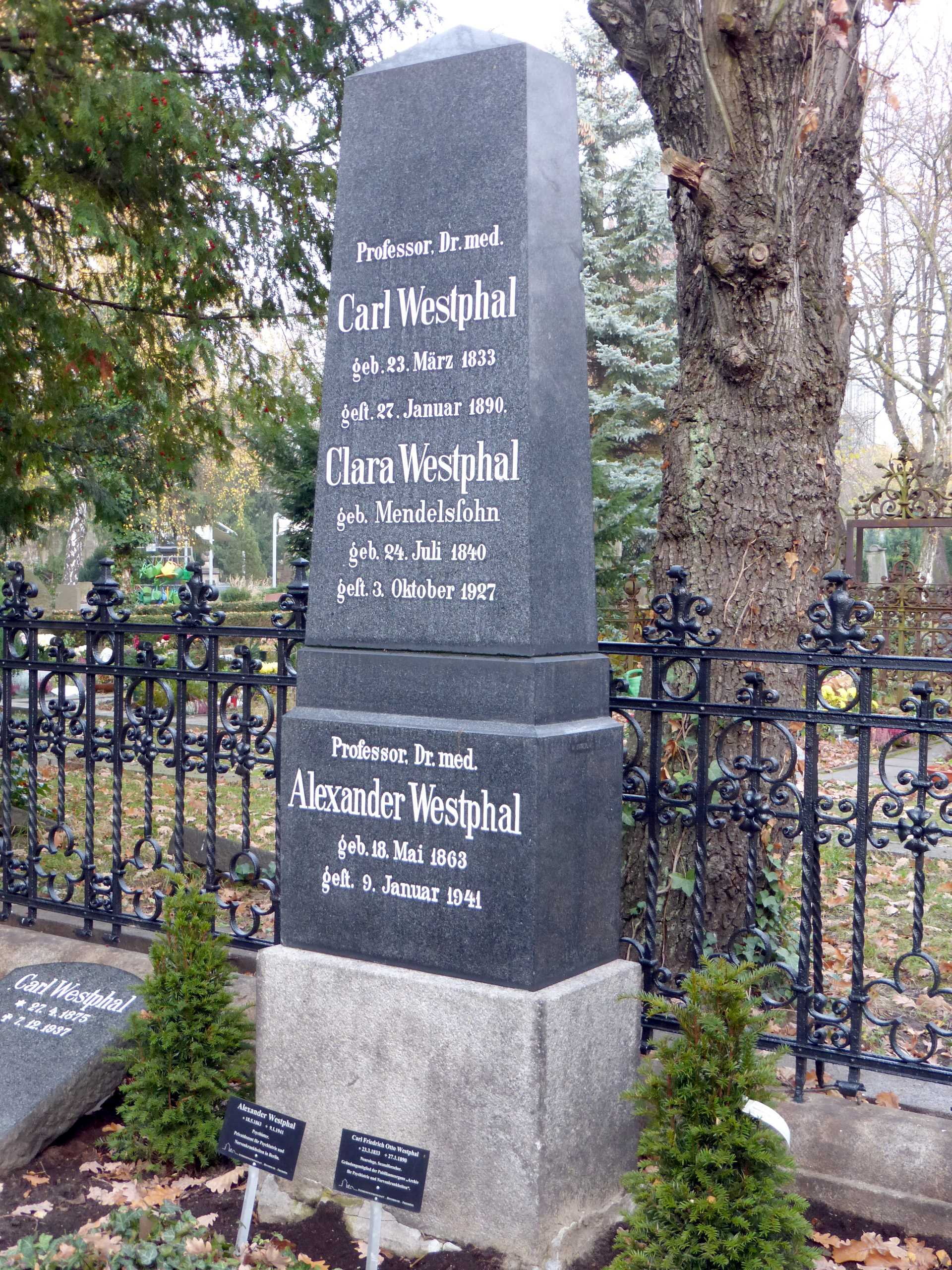
Tombe de Carl Westphal au cimetière de Jérusalem et de la Nouvelle Église à Berlin.

En plus de ses multiples contributions à la neurologie et à la neuroanatomie, on doit à Westphal, l'introduction de traitements rationnels et non discriminatoires chez les malades mentaux hospitalisés en Allemagne.

## Bibiolographie
- (de) Georg Korn, « Westphal, Karl », dans Allgemeine Deutsche Biographie (ADB), vol. 42, Leipzig, Duncker & Humblot, 1897, p. 204-205
- Karl Bonhoeffer (de): Die Geschichte der Psychiatrie an der Charité im 19. Jahrhundert, Zeitschrift für die gesamte Neurologie und Psychiatrie, Band 168, 1940, Heft 1, S. 37–64
- B. Dierse: Carl Westphal (1833–1890) – Leben und Werk. Vertreter einer deutschen naturwissenschaftlich orientierten Universitätspsychiatrie im 19. Jahrhundert. Diss.med, Ernst-Moritz-Arndt Universität Greifswald, 1995
- M. Seidel: Carl Westphal – ein fortschrittlicher Hochschullehrer der Neurologie und Psychiatrie im 19. Jahrhundert. Psychiatr. Neurol. Med. Psychol. 1986; 38:733-40
- F. Kohl: Die klassischen Beschreibungen der Platzangst von Carl Westphal und Emil Cordes und ihre Bedeutung für die Konzeptgeschichte und aktuelle Diskussion der Angsterkrankungen. Psychiatr. Prax. 2001; 28: 3–9
- Barbara I. Tshisuaka: Westphal, Carl Friedrich Otto. In: Werner E. Gerabek, Bernhard D. Haage, Gundolf Keil, Wolfgang Wegner (Hrsg.): Enzyklopädie Medizingeschichte. De Gruyter, Berlin/ New York 2005,  (ISBN 3-11-015714-4), S. 1482 f.